# Tillandsia racinae
Espèce
Classification phylogénétique
Tillandsia racinae L.B.Sm. est une espèce de plantes à fleurs de la famille des Bromeliaceae.
Le terme racinae, « de Racine », est une dédicace à Racine Foster, épouse de Mulford B. Foster et co-collectrice avec celui-ci de la plante.

## Protologue et Type nomenclatural
Tillandsia racinae L.B.Sm., in Contr. U.S. Natl. Herb. 29: 439, fig. 44a-d (1951)
Diagnose originale :
« T. fasciculata Swartz atque T. dugesii Baker in systema Mezii proxima sed vix affinis, spicis maxime elongatis, subteretibus, plurifloris, bracteis florigeris sepalisque ecarinatis differt. »
Type :
- leg. M.B. & R. Foster, n° 1885, 1946-10-13 ; « on cliffs, Rio Icononzo, Department of Tolima, Colombia, altitude 900 meters »[1] ; Holotypus (1/3) GH (Gray Herbarium) (GH 29444)
- leg. M.B. & R. Foster, n° 1885, 1946-10-13 ; « on cliffs, Rio Icononzo, Department of Tolima, Colombia, altitude 900 meters » ; Holotypus (2/3) GH (Gray Herbarium) (GH 29445)
- leg. M.B. & R. Foster, n° 1885, 1946-10-13 ; « on cliffs, Rio Icononzo, Department of Tolima, Colombia, altitude 900 meters » ; Holotypus (3/3) GH (Gray Herbarium) (GH 29446)
- leg. M.B. & R. Foster, n° 1885, 1946-10-13 ; « Colombia. Tolima: cliffs, Rio Icononzo. 3000 ft. [914 m] » ; Isotypus (1/3) US National Herbarium (US 00091085)
- [leg. M.B. & R. Foster], n° 1885 ; Isotypus (2/3) US National Herbarium (US 00091086) Nb. : planche comportant le n° de collecte sans mention du collecteur, sa validité en tant que type nomenclatural peut donc être remise en cause.
- [leg. M.B. & R. Foster], n° 1885 ; Isotypus (3/3) US National Herbarium (US 00091087) Nb. : planche comportant le n° de collecte sans mention du collecteur, sa validité en tant que type nomenclatural peut donc être remise en cause.

## Synonymie
(aucune)

## Écologie et habitat
- Typologie : plante herbacée en rosette, monocarpique, vivace par ses rejets latéraux ; saxicole[1].
- Habitat : ?
- Altitude : 900 m[1].

## Distribution
- Amérique du sud :
  -  Colombie
    - Tolima[1]

## Comportement en culture
Tillandsia racinae semble extrêmement rare en culture. Néanmoins on trouve dans Roguenant 2001 la photo d'une plante en culture sous ce nom, mais non fleurie et sans autre indication quant à la validité de son identification, son origine et sa culture.